# Cherubin Walenty Kozik
Cherubin Walenty Kozik EC (ur. 1 lutego 1906 r. w Luborzycy, zm. 25 września 1942 r. w Hartheim) – polski duchowny katolicki, Sługa Boży Kościoła katolickiego, ofiara zbrodni nazistowskich.

## Życiorys

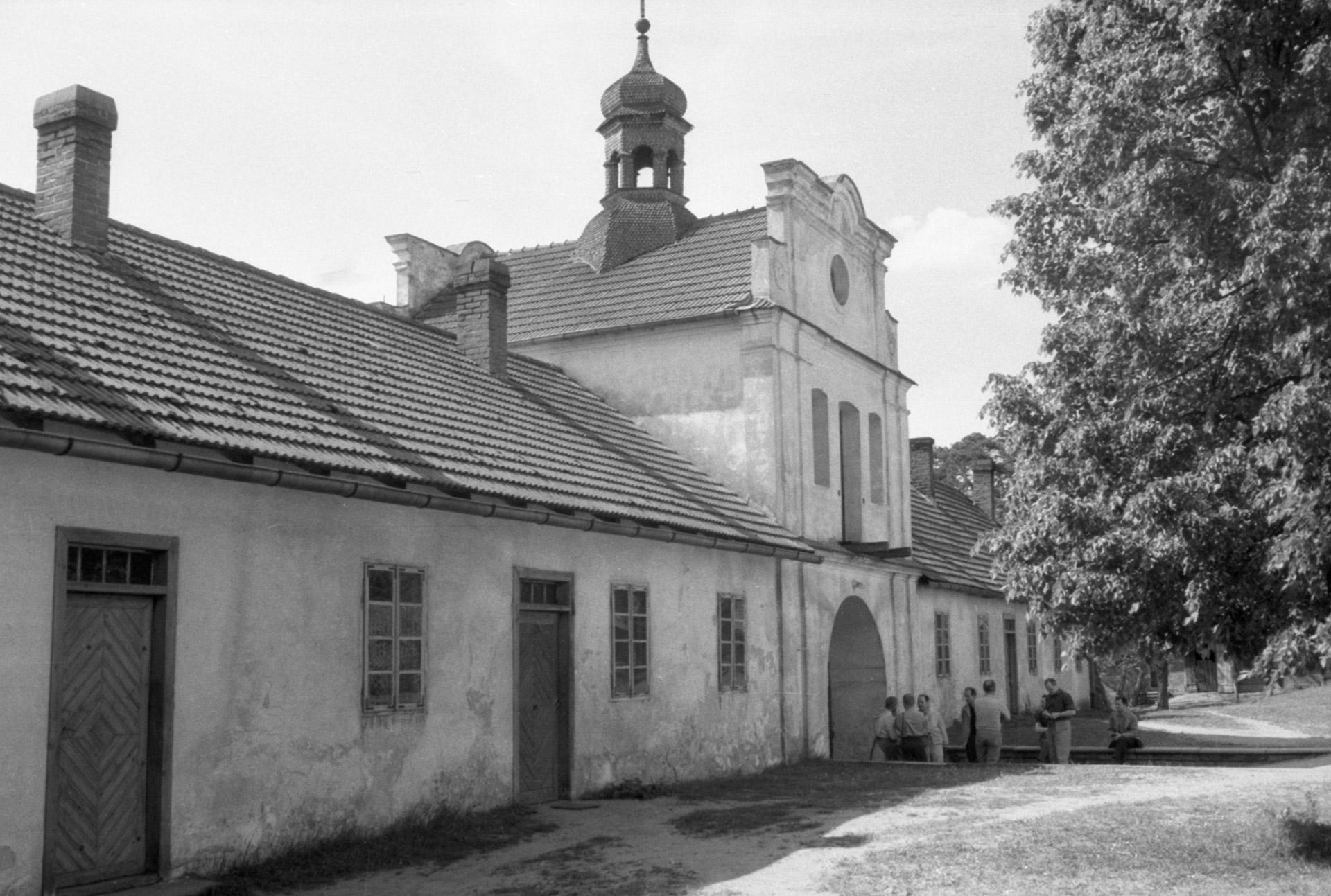
Zabudowania klasztorne w Bieniszewie.

Cherubin Walenty Kozik był synem Wincentego i Katarzyny z domu Kaczmarczyk. Chrzest otrzymał w kościele parafialnym Podwyższenia Krzyża Świętego w Luborzycy 2 lutego 1906 roku. Jako dziecko z chęcią się uczył i gorliwie się modlił.
1 listopada 1928 roku wstąpił do eremickiego zakonu ojców kamedułów na Bielanach koło Krakowa. Nowicjat rozpoczął 25 grudnia 1928 roku, a pierwszą profesję złożył 26 grudnia 1930 roku. 26 grudnia 1933 roku w Frascatii Camaldoli koło Rzymu złożył śluby wieczyste. 30 sierpnia 1936 roku przyjął tam święcenia kapłańskie, a następnie podjął studia w Rzymie. Potem skierowany przez przełożonych do klasztoru w Bieniszewie. 
Ojciec Cherubin został aresztowany z grupą zakonników w Bieniszewie 26 sierpnia 1940 roku przez niemieckich okupantów i trafił do obozu koncentracyjnego Sachsenhausen. 14 grudnia tegoż roku przeniesiony został do hitlerowskiego obozu koncentracyjnego Dachau i zarejestrowany pod numerem 22737.
Zamordowany w komorze gazowej po wywiezieniu w transporcie inwalidów 10 sierpnia 1942 roku do ośrodka eutanazji w Hartheim.
Jest jednym z 122 Sług Bożych, wobec których 17 września 2003 roku rozpoczął się proces beatyfikacyjny drugiej grupy męczenników z okresu II wojny światowej.